# 小笠原忠苗
小笠原 忠苗（おがさわら ただみつ）は、豊前国小倉藩の第5代藩主。小笠原家宗家6代。第3代藩主・小笠原忠基の孫。

## 生涯
延享3年（1746年）9月24日、播磨安志藩主・小笠原長逵の三男として安志で生まれる。明和9年（1772年）3月に小倉藩の第4代藩主・小笠原忠総の養子となる。安永2年（1773年）に従五位下、伊予守に叙任される。寛政2年（1790年）の忠総の死去により、翌寛政3年（1791年）1月29日に家督を継ぎ、従四位下、右近将監に昇進する。
藩政においては、先代から重用されている犬甘知寛をなおも用いて、藩財政再建を目指した。しかし天明の大飢饉による大被害により多数の死者が出て、百姓による逃散も相次いだ。このため、寛政4年（1792年）に厳しい倹約令を出し、身分制の強化（被差別部落民に対して税を重くした上、彼らの着物を青染で統一した）、文武の奨励などを行なった。これら一連の改革で、寛政10年（1798年）頃には財政も好転し、銀8000貫の貯蓄が出来るまでに至った。
ところが、これらの改革は百姓にはあまりに負担が大きかった。このため、享和2年（1802年）の洪水被害を契機として、遂に百姓の怒りが爆発し、享和3年（1803年）1月には小倉城下で家老の犬甘知寛の免職と減税を求めて強訴を行なった。このため、遂に知寛は失脚の上で入牢、そして非業の死を遂げた。
また忠苗自身も、これら一連の騒動の責任をとって、文化元年（1804年）7月20日に家督を養子の忠固に譲って隠居したため、幕府は騒動の責任を問わなかった。これら一連の騒動を「小笠原騒動」という。
文化5年（1808年）2月18日に死去。享年63。
小笠原騒動の戯曲化には、奈河清助による『濃紅葉小倉色紙』と3代目勝諺蔵による『小笠原諸礼忠孝』がある。

## 系譜
- 父：小笠原長逵（1713年 - 1770年）
- 母：法寿院 - 粟津弥次右衛門娘
- 養父：小笠原忠総（1727年 - 1790年）
- 正室：正姫 - 山内豊敷娘
- 生母不明の子女
  - 男子：春次郎
  - 女子：暇年姫
- 養子
  - 男子：小笠原忠固（1770年 - 1843年） - 小笠原長為の長男
  - 女子：富姫 - 小笠原忠固正室、小笠原忠総娘